# Папаша с афиши
«Папаша с афиши» (англ. Billboard Dad) — американская комедия, снятая в 1998 году режиссёром Аланом Меттером.

## Сюжет
Сёстры-близнецы Тэсс и Эмили Тайлер решают устроить личную жизнь отца, который уже пару лет вдовец. Очередная их попытка оказалась весьма оригинальной — с подачи приятеля Коди, они разместили брачное объявление на огромном билборде на бульваре Сансет. Вскоре Максвелл Тайлер, не подозревающий о проделке дочек, оказывается завален письмами от женщин, желающих познакомиться с «папашей с афиши». Однако, сам он заинтересовался Брук Андерс. Коварный менеджер Найджел пытается навредить возникшему роману, полагая, что от этого испортится художественный стиль Максвелла, и снизятся продажи его произведений. Удастся ли Эмили и Тесс помешать его козням?…

## В ролях
- Эшли Олсен — Эмили Тайлер
- Мэри-Кейт Олсен — Тесс Тайлер
- Том Амандес — Максвелл Тайлер
- Джессика Так — Брук Андерс
- Карл Бэнкс — Найджел
- Эллен Рэтнер — Дебби
- Сэм Салетта — Райан
- Рафаэль Рохас III — Коди
- Тройэн Эвери Беллисарио — Кристен
- Анжелика Парри — Джулианна
- Бэйли Лютгерт — Брэд Томас
- Винсент Боумэн — Buzz Cut
- Дебра Кристофферсон — Autumn
- Лайза Монтгомери — Энола Рубинштейн
- Твинк Каплан — Челси Майерс
- Дайана Морган — Кэтрин Буксбаум